# 山口俊雄 (1920年生)
山口 俊雄（やまぐち としお、1920年2月29日 - 2006年9月9日）は、日本の歌手、俳優でもある。なお、娘は元テレビキャスターで女優の山口美江である。

## 経歴
- 1920年2月29日、神奈川県生まれ。4年に1回しか祝えない誕生日だった。平年では3月1日。

- 1945年10月15日、シングル『日本の戦争』で歌手デビュー。

- 1954年、女優の山口秀美と結婚。

- 1962年、音楽活動復帰。計50,000枚がヒット。

- 1964年、俳優でも活動。映画にも出演開始。

- 1969年、コンサートで約2300人が感謝。

- 1975年10月20日、デビュー30周年記念コンサートで感謝。

- 1977年3月、妻が殺害されたため死去。享年48。

- 1981年、NHKドラマに出演。

- 1996年、病気となったため、活動を休止。

- 1999年、活動復帰。

- 2006年9月9日、死去、86歳没。